# Donald Rigazio
Donald Rigazio (né le 3 juillet 1934 à Cambridge (Massachusetts)) est un joueur américain de hockey sur glace. Lors des Jeux olympiques d'hiver de 1956, il remporte la médaille d'argent.

## Palmarès
- Médaille d'argent aux Jeux olympiques de Cortina d'Ampezzo en 1956